# Axel Scholander (grosshandlare)
Axel Johan Scholander, född 26 mars 1850 i Konga socken, Malmöhus län, död 1 augusti 1891 i Ljungskile, var en svensk grosshandlare.
Scholander, som var son till prosten Hans Petter Scholander och Maria Magdalena Cecilia Hafström, etablerade i mitten av 1870-talet i Malmö egen handelsrörelse som utvecklades till stadens mest betydande stenkolsimportaffär och en av de största i Sverige. Han bedrev även omfattande verksamhet inom andra affärsområden, bland annat tillkom efter att han 1887 slagit sig samman med grosshandlaren Sigurd Hedberg en relativt omfattande rederirörelse. Scholander innehade även kommunala uppdrag, bland annat i hamndirektionen, sjömanshusdirektionen och kyrkorådet. Han avled i lunginflammation under en sommarvistelse i Ljungskile.